# Santo Mangano
Santo Mangano (Castelmola, 28 agosto 1951) è uno schermidore e tiratore a segno italiano paralimpico, vincitore di otto medaglie in quattro edizioni dei Giochi paralimpici estivi..
Mangano è sposato con la schermitrice Mariella Bertini, vincitrice anch'essa di otto medaglie paralimpiche tra Seoul 1988 e Atlanta 1996.

## Palmarès
| Anno                       | Evento              | Luogo            | Pos. | Evento                                                  |
| -------------------------- | ------------------- | ---------------- | ---- | ------------------------------------------------------- |
| Scherma su sedia a rotelle |                     |                  |      |                                                         |
| 1984                       | Paralimpiadi estive | Stoke Mandeville | 1°   | Fioretto individuale 1B                                 |
| Tiro                       |                     |                  |      |                                                         |
| 1988                       | Paralimpiadi estive | Seul             | 1°   | Carabina ad aria compressa 2 posizioni con ausili 1A–1C |
| 1988                       | Paralimpiadi estive | Seul             | 1°   | Fucile ad aria compressa inginocchiato con aiuti 1A–1C  |
| 1988                       | Paralimpiadi estive | Seul             | 1°   | Fucile ad aria compressa incline con aiuti 1A–1C        |
| 1992                       | Paralimpiadi estive | Barcellona       | 1°   | Carabina ad aria mista 3×40 SH4                         |
| 1996                       | Paralimpiadi estive | Atlanta          | 2°   | Carabina ad aria mista in piedi SH2                     |
| 1996                       | Paralimpiadi estive | Atlanta          | 3°   | Carabina ad aria mista 3×40 SH2                         |
| 1996                       | Paralimpiadi estive | Atlanta          | 3°   | Carabina ad aria mista incline SH2                      |